# Lauren Daigle

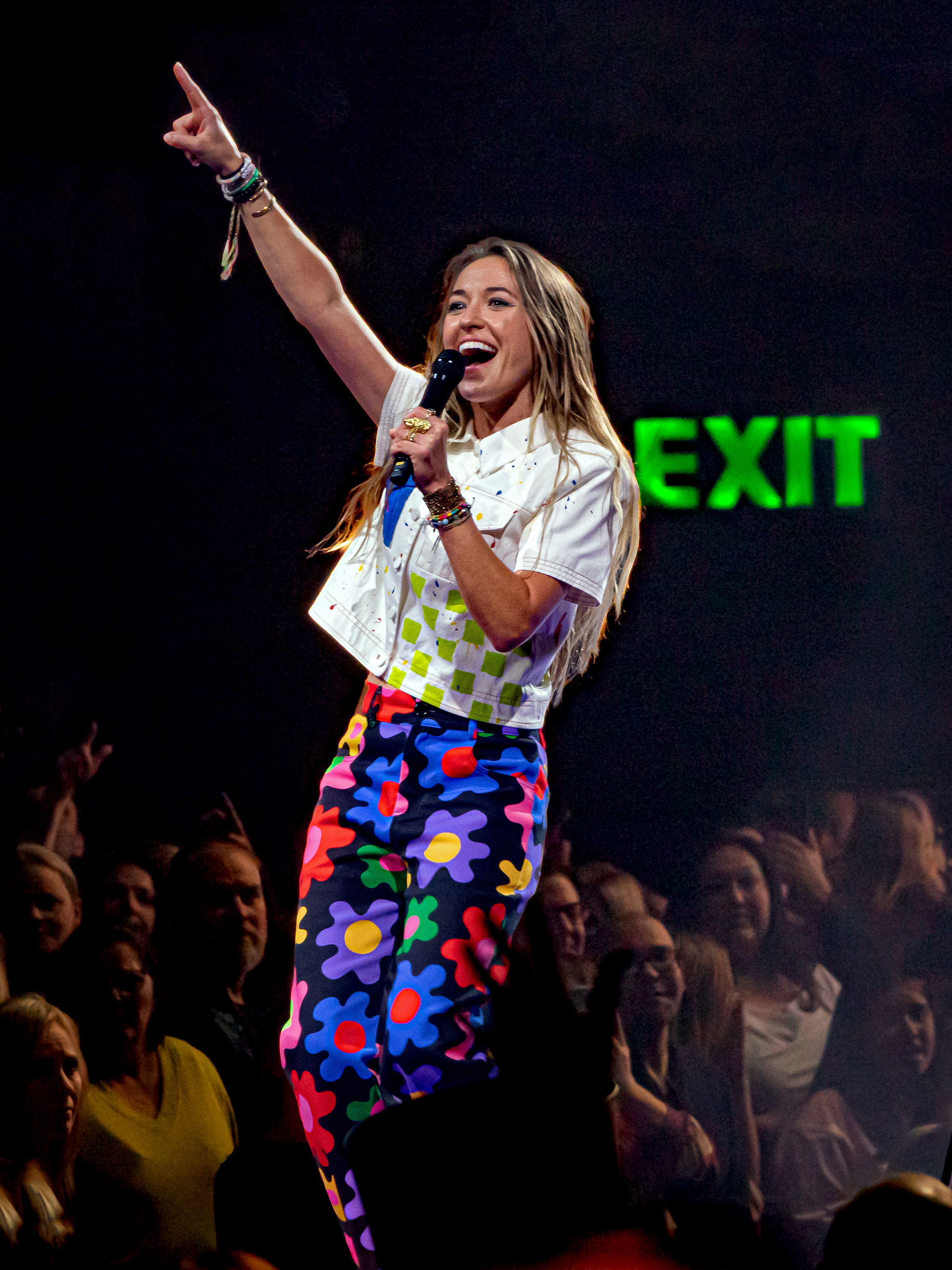
Lauren Daigle (2023)

Lauren Daigle (* 9. September 1991) ist eine US-amerikanische Sängerin christlicher Popmusik.

## Leben
Daigle wuchs in Lafayette, Louisiana, auf. Schon früh sang sie in einem Chor, dessen Leitung sie während des Studiums übernahm.
Im April 2015 veröffentlichte sie mit How can it be ihr Debütalbum, das an die Spitze sowohl der Billboard’s Christian Albums Charts als auch der iTunes Christian Albums Charts gelangte. 2016 wurde das Album für einen Grammy Award in der Kategorie „Best Contemporary Christian Music Album“ nominiert, gewann zahlreiche christliche Musikpreise und erhielt eine Platin-Schallplatte. Für die Singles How Can It Be, Trust In You und First erhielt sie jeweils eine Goldene Schallplatte in den USA. 2015 ging Daigle mit Hillsong United auf Tour, ihre erste eigene Tour fand 2016 statt.

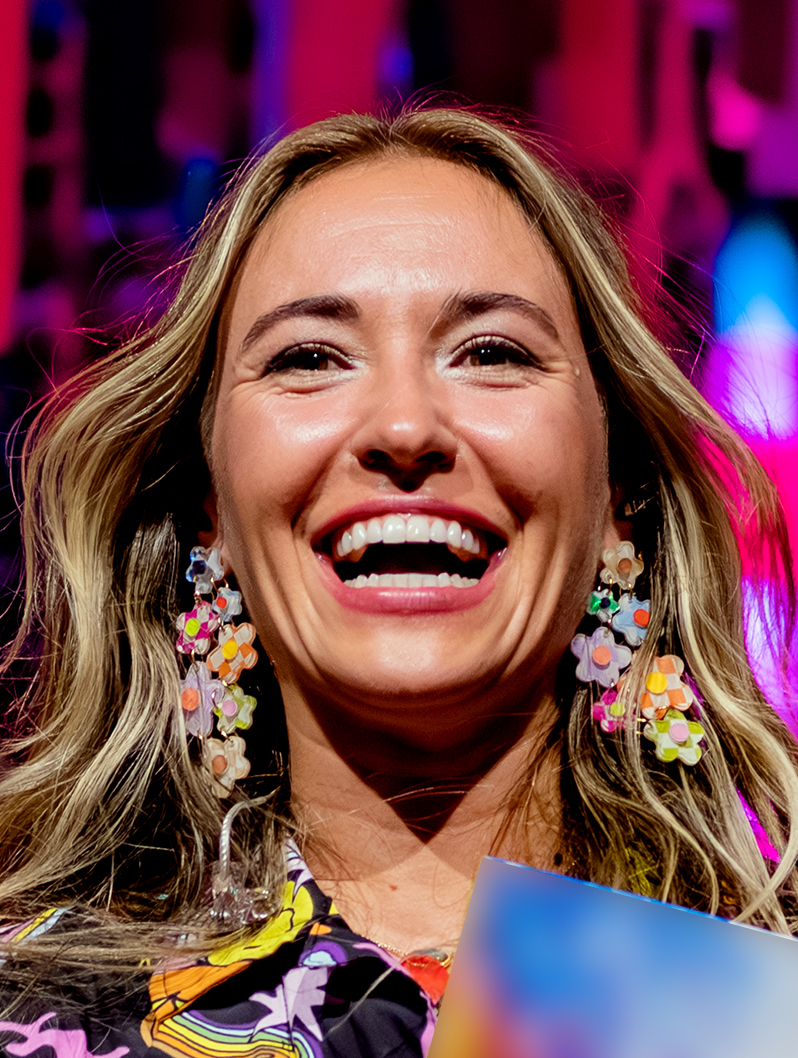
Lauren Daigle (2023)

Bei den Grammy Awards 2019 wurden ihr Song You Say in der Kategorie Best Contemporary Christian Music Performance/Song und ihr Album Look Up Child in der Kategorie Best Contemporary Christian Music Album ausgezeichnet. Im selben Jahr hatte sie unter anderem Auftritte in der Tonight Show und in der Ellen DeGeneres Show und spielte drei Konzerte in Deutschland.
Beim Super Bowl LIX am 9. Februar 2025 sang sie unmittelbar vor dem Kickoff des Spiels America the Beautiful, begleitet wurde sie von Jazztrompeter Trombone Shorty.

## Diskografie

### Alben
| Jahr | Titel Musiklabel                                  | Höchstplatzierung, Gesamtwochen, AuszeichnungChartplatzierungen (Jahr, Titel, Musiklabel, Platzierungen, Wochen, Auszeichnungen, Anmerkungen) | Höchstplatzierung, Gesamtwochen, AuszeichnungChartplatzierungen (Jahr, Titel, Musiklabel, Platzierungen, Wochen, Auszeichnungen, Anmerkungen) | Höchstplatzierung, Gesamtwochen, AuszeichnungChartplatzierungen (Jahr, Titel, Musiklabel, Platzierungen, Wochen, Auszeichnungen, Anmerkungen) | Anmerkungen                                                   |
| Jahr | Titel Musiklabel                                  | CH | US | Christ | Anmerkungen                                                   |
| ---- | ------------------------------------------------- | --- | --- | --- | ------------------------------------------------------------- |
| 2015 | How Can It Be Centricity Music                    | — | US28 Platin · (127 Wo.)US | Christ1 (… Wo.)Christ | Erstveröffentlichung: 14. April 2015 Verkäufe: + 1.000.000    |
| 2016 | Behold: A Christmas Collection Centricity Music   | — | US29 (25 Wo.)US | Christ1 (77 Wo.)Christ | Erstveröffentlichung: 21. Oktober 2016                        |
| 2018 | Look Up Child Centricity Music / Warner Music     | CH28 (16 Wo.)CH | US3 ×2Doppelplatin · (127 Wo.)US | Christ1 (… Wo.)Christ | Erstveröffentlichung: 7. September 2018 Verkäufe: + 2.007.500 |
| 2023 | Lauren Daigle Centricity Music / Atlantic Records | CH93 (1 Wo.)CH | US21 (2 Wo.)US | Christ1 (79 Wo.)Christ | Erstveröffentlichung: 12. Mai 2023                            |

### EPs
| Jahr | Titel         | Höchstplatzierung, Gesamtwochen, AuszeichnungChartsChartplatzierungen (Jahr, Titel, Platzierungen, Wochen, Auszeichnungen, Anmerkungen) | Anmerkungen                              |
| Jahr | Titel         | Christ | Anmerkungen                              |
| ---- | ------------- | --- | ---------------------------------------- |
| 2015 | How Can It Be | Christ18 (18 Wo.)Christ | Erstveröffentlichung: 16. September 2014 |

Weitere EPs
- 2023: Lauren Daigle, Vol. 1

### Singles
| Jahr | Titel Album                                                           | Höchstplatzierung, Gesamtwochen, AuszeichnungChartplatzierungen (Jahr, Titel, Album, Platzierungen, Wochen, Auszeichnungen, Anmerkungen) | Höchstplatzierung, Gesamtwochen, AuszeichnungChartplatzierungen (Jahr, Titel, Album, Platzierungen, Wochen, Auszeichnungen, Anmerkungen) | Höchstplatzierung, Gesamtwochen, AuszeichnungChartplatzierungen (Jahr, Titel, Album, Platzierungen, Wochen, Auszeichnungen, Anmerkungen) | Höchstplatzierung, Gesamtwochen, AuszeichnungChartplatzierungen (Jahr, Titel, Album, Platzierungen, Wochen, Auszeichnungen, Anmerkungen) | Anmerkungen                                                    |
| Jahr | Titel Album                                                           | CH | UK | US | Christ | Anmerkungen                                                    |
| --- | --------------------------------------------------------------------- | --- | --- | --- | --- | -------------------------------------------------------------- |
| 2014 | How Can It Be                                                         | — | — | US— PlatinUS | Christ5 (26 Wo.)Christ | Erstveröffentlichung: 16. September 2014 Verkäufe: + 1.000.000 |
| 2015 | First How Can It Be                                                   | — | — | US— PlatinUS | Christ2 (27 Wo.)Christ | Erstveröffentlichung: 20. Juni 2015 Verkäufe: + 1.000.000      |
| 2015 | Light of the World –                                                  | — | — | — | Christ16 (5 Wo.)Christ | Erstveröffentlichung: 22. November 2015                        |
| 2016 | Trust in You How Can It Be                                            | — | — | US— ×2DoppelplatinUS | Christ1 (57 Wo.)Christ | Erstveröffentlichung: 22. Januar 2016 Verkäufe: + 2.000.000    |
| 2016 | Come Alive (Dry Bones) How Can It Be                                  | — | — | US— PlatinUS | Christ6 (39 Wo.)Christ | Erstveröffentlichung: 16. September 2016 Verkäufe: + 1.000.000 |
| 2016 | Jingle Bells Behold: A Christmas Collection                           | — | — | — | Christ7 (5 Wo.)Christ | Erstveröffentlichung: 21. Oktober 2016                         |
| 2017 | Back to God –                                                         | — | — | — | Christ1 (20 Wo.)Christ | Erstveröffentlichung: 2. April 2017 mit Reba McEntire          |
| 2017 | O’Lord How Can It Be                                                  | — | — | US— PlatinUS | Christ3 (43 Wo.)Christ | Erstveröffentlichung: 22. September 2017 Verkäufe: + 1.000.000 |
| 2018 | You Say Look Up Child                                                 | CH41 Gold · (39 Wo.)CH | UK— GoldUK | US29 ×6Sechsfachplatin · (43 Wo.)US | Christ1 (160 Wo.)Christ | Erstveröffentlichung: 13. Juli 2018 Verkäufe: + 6.950.000      |
| 2018 | The Christmas Song Behold: A Christmas Collection                     | — | — | US55 (2 Wo.)US | Christ1 (7 Wo.)Christ | Erstveröffentlichung: 23. November 2018                        |
| 2019 | Look Up Child                                                         | — | — | US— PlatinUS | Christ3 (40 Wo.)Christ | Erstveröffentlichung: 4. Januar 2019 Verkäufe: + 1.000.000     |
| 2019 | Rescue Look Up Child                                                  | — | UK— SilberUK | US— ×2DoppelplatinUS | Christ2 (54 Wo.)Christ | Erstveröffentlichung: 12. Juli 2019 Verkäufe: + 2.200.000      |
| 2020 | Still Rolling Stones Look Up Child                                    | — | — | US— PlatinUS | Christ4 (38 Wo.)Christ | Erstveröffentlichung: 10. April 2020 Verkäufe: + 1.000.000     |
| 2021 | Hold On to Me –                                                       | — | — | US— GoldUS | Christ1 (26 Wo.)Christ | Erstveröffentlichung: 26. Februar 2021 Verkäufe: + 500.000     |
| 2021 | Tremble –                                                             | — | — | — | Christ17 (4 Wo.)Christ | Erstveröffentlichung: 6. August 2021                           |
| 2023 | Thank God I Do Lauren Daigle                                          | — | — | US— GoldUS | Christ1 (45 Wo.)Christ | Erstveröffentlichung: 9. Juni 2023 Verkäufe: + 500.000         |
| 2023 | Turbulent Skies Lauren Daigle                                         | — | — | — | Christ22 (6 Wo.)Christ | Erstveröffentlichung: 3. November 2023                         |
| 2024 | These Are The Days Lauren Daigle                                      | — | — | — | Christ13 (29 Wo.)Christ | Erstveröffentlichung: 9. Februar 2024                          |
| 2024 | Be Okay Lauren Daigle                                                 | — | — | — | Christ21 (30 Wo.)Christ | Erstveröffentlichung: 29. März 2024                            |
| 2024 | Then I Will –                                                         | — | — | — | Christ27 (9 Wo.)Christ | Erstveröffentlichung: 1. November 2024                         |
| Folgende Lieder erschienen nicht als Single, wurden aber durch das Album zum Download und Streaming bereitgestellt und konnten somit eine Platzierung erlangen: |                                                                       | | | | |                                                                |
| |                                                                       | | | | |                                                                |
| 2015 | Loyal How Can It Be                                                   | — | — | — | Christ37 (17 Wo.)Christ | Charteinstieg: 14. November 2015                               |
| 2016 | I Am Yours How Can It Be                                              | — | — | — | Christ42 (17 Wo.)Christ | Charteinstieg: 16. Januar 2016                                 |
| 2016 | Here’s My Heart How Can It Be                                         | — | — | — | Christ43 (5 Wo.)Christ | Charteinstieg: 23. Januar 2016                                 |
| 2016 | Have Yourself a Merry Little Christmas Behold: A Christmas Collection | — | — | — | Christ13 (5 Wo.)Christ | Charteinstieg: 10. Dezember 2016                               |
| 2016 | What Child Is This Behold: A Christmas Collection                     | — | — | — | Christ26 (5 Wo.)Christ | Charteinstieg: 10. Dezember 2016                               |
| 2017 | O Holy Night Behold: A Christmas Collection                           | — | — | — | Christ33 (5 Wo.)Christ | Charteinstieg: 16. Dezember 2017                               |
| 2018 | My Revival How Can It Be                                              | — | — | — | Christ38 (8 Wo.)Christ | Charteinstieg: 4. August 2018                                  |
| 2018 | This Girl Look Up Child                                               | — | — | — | Christ23 (20 Wo.)Christ | Charteinstieg: 22. September 2018                              |
| 2018 | Love Like This Look Up Child                                          | — | — | — | Christ26 (20 Wo.)Christ | Charteinstieg: 22. September 2018                              |
| 2018 | Everything Look Up Child                                              | — | — | — | Christ31 (20 Wo.)Christ | Charteinstieg: 22. September 2018                              |
| 2018 | Your Wings Look Up Child                                              | — | — | — | Christ32 (19 Wo.)Christ | Charteinstieg: 22. September 2018                              |
| 2018 | Remember Look Up Child                                                | — | — | — | Christ33 (20 Wo.)Christ | Charteinstieg: 22. September 2018                              |
| 2018 | Rebel Heart Look Up Child                                             | — | — | — | Christ36 (20 Wo.)Christ | Charteinstieg: 22. September 2018                              |
| 2018 | Losing My Religion Look Up Child                                      | — | — | — | Christ37 (12 Wo.)Christ | Charteinstieg: 22. September 2018                              |
| 2018 | Turn Your Eyes Upon Jesus Look Up Child                               | — | — | — | Christ40 (7 Wo.)Christ | Charteinstieg: 22. September 2018                              |
| 2018 | Inevitable Look Up Child                                              | — | — | — | Christ43 (7 Wo.)Christ | Charteinstieg: 22. September 2018                              |
| 2018 | Winter Wonderland Behold: A Christmas Collection                      | — | — | — | Christ25 (6 Wo.)Christ | Charteinstieg: 1. Dezember 2018                                |
| 2018 | O Come O Come Emmanuel Behold: A Christmas Collection                 | — | — | — | Christ38 (3 Wo.)Christ | Charteinstieg: 15. Dezember 2018                               |
| 2018 | Christmas Time Is Here Behold: A Christmas Collection                 | — | — | — | Christ44 (3 Wo.)Christ | Charteinstieg: 22. Dezember 2018                               |
| 2023 | Waiting Lauren Daigle                                                 | — | — | — | Christ38 (3 Wo.)Christ | Charteinstieg: 15. April 2023                                  |
| 2023 | New Lauren Daigle                                                     | — | — | — | Christ24 (5 Wo.)Christ | Charteinstieg: 13. Mai 2023                                    |
| 2023 | To Know Me Lauren Daigle                                              | — | — | — | Christ42 (1 Wo.)Christ | Charteinstieg: 27. Mai 2023                                    |
| 2023 | Kaleidoscope Jesus Lauren Daigle                                      | — | — | — | Christ49 (1 Wo.)Christ | Charteinstieg: 27. Mai 2023                                    |

### Gastbeiträge
| Jahr | Titel Album                                            | Höchstplatzierung, Gesamtwochen, AuszeichnungChartsChartplatzierungen (Jahr, Titel, Album, Platzierungen, Wochen, Auszeichnungen, Anmerkungen) | Anmerkungen                                                                             |
| Jahr | Titel Album                                            | Christ | Anmerkungen                                                                             |
| --- | ------------------------------------------------------ | --- | --------------------------------------------------------------------------------------- |
| 2015 | Noel Adore: Christmas Songs of Worship                 | Christ4 Gold · (7 Wo.)Christ | Erstveröffentlichung: 16. Oktober 2015 Chris Tomlin feat. Lauren Daigle                 |
| 2015 | A Christmas Alleluja Adore: Christmas Songs of Worship | Christ36 (6 Wo.)Christ | Erstveröffentlichung: 23. Oktober 2015 Chris Tomlin feat. Lauren Daigle & Leslie Jordan |
| Folgende Lieder erschienen nicht als Single, wurden aber durch das Album zum Download und Streaming bereitgestellt und konnten somit eine Platzierung erlangen: |                                                        | |                                                                                         |
| |                                                        | |                                                                                         |
| 2017 | Peace Be Still All the Earth                           | Christ35 (5 Wo.)Christ | Charteinstieg: 8. September 2017 The Belonging Co. feat. Lauren Daigle                  |
| 2025 | Time Beyond Us                                         | Christ27 (20 Wo.)Christ | Aodhán King feat. Lauren Daigle                                                         |

Weitere Gastbeiträge
- 2015: I Will Be Here (Geoffrey Andrews feat. Lauren Daigle)

## Auszeichnungen für Musikverkäufe
| Goldene Schallplatte - Belgien - 2019: für die Single You Say - Dänemark - 2024: für die Single You Say - Neuseeland - 2021: für das Album Look Up Child - Portugal - 2022: für die Single You Say | Platin-Schallplatte - Frankreich - 2021: für die Single You Say - Neuseeland - 2025: für die Single You Say - Niederlande - 2021: für die Single You Say 2× Platin-Schallplatte - Kanada - 2019: für die Single You Say |

Anmerkung: Auszeichnungen in Ländern aus den Charttabellen bzw. Chartboxen sind in ebendiesen zu finden.
| Land/RegionAuszeichnungen für Musikverkäufe (Land/Region, Auszeichnungen, Verkäufe, Quellen) | Silber  | Gold     | Platin       | Verkäufe   | Quellen          |
| -------------------------------------------------------------------------------------------- | ------- | -------- | ------------ | ---------- | ---------------- |
| Belgien (BRMA)                                                                               | —       | Gold1    | —            | 20.000     | ultratop.be      |
| Dänemark (IFPI)                                                                              | —       | Gold1    | —            | 45.000     | ifpi.dk          |
| Frankreich (SNEP)                                                                            | —       | —        | Platin1      | 200.000    | snepmusique.com  |
| Kanada (MC)                                                                                  | —       | —        | 2× Platin2   | 160.000    | musiccanada.com  |
| Neuseeland (RMNZ)                                                                            | —       | Gold1    | Platin1      | 37.500     | radioscope.co.nz |
| Niederlande (NVPI)                                                                           | —       | —        | Platin1      | 80.000     | nvpi.nl          |
| Portugal (AFP)                                                                               | —       | Gold1    | —            | 5.000      | Einzelnachweise  |
| Schweiz (IFPI)                                                                               | —       | Gold1    | —            | 10.000     | musikwoche.de    |
| Vereinigte Staaten (RIAA)                                                                    | —       | 3× Gold3 | 19× Platin19 | 20.500.000 | riaa.com         |
| Vereinigtes Königreich (BPI)                                                                 | Silber1 | Gold1    | —            | 600.000    | bpi.co.uk        |
| Insgesamt                                                                                    | Silber1 | 9× Gold9 | 24× Platin24 |            |                  |